# Dasineura saxifragae
Dasineura saxifragae är en tvåvingeart som först beskrevs av Jean-Jacques Kieffer 1892.  Dasineura saxifragae ingår i släktet Dasineura och familjen gallmyggor. Inga underarter finns listade i Catalogue of Life.